# The Old Wellington Inn

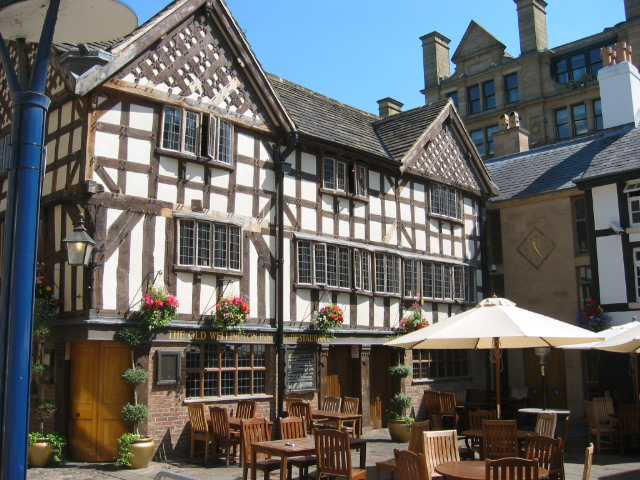
The Old Wellington Inn in 2003

The Old Wellington Inn is een pub en beschermd monument in Manchester, gelegen op een honderdtal meter van de kathedraal van Manchester en de Irwell. Het gebouw dateert uit 1552 en is in Tudor-stijl, met vakwerk op een stenen fundament; dit is het oudste dergelijke gebouw van Manchester. Het etablissement behoort tot de keten Nicholson’s Pubs.

## Geschiedenis
The Old Wellington Inn werd tweemaal verhuisd. Het gebouw bevond zich oorspronkelijk ongeveer 300 meter verder van de kathedraal verwijderd op een oudere marktplaats (The Shambles) en werd eind jaren 1970 en in 1999 integraal verplaatst, toen het nieuwe plein Shambles Square werd aangelegd. De familie Byrom opende in 1554 een lakenhandel in het gebouw; een telg van deze familie was de dichter John Byrom, uitvinder van de fonetische stenografie, die in 1692 in de zaak werd geboren; hiervoor hangt een herdenkingsplaquette in de inn. Na toevoeging van een verdieping in de 17de eeuw, werd de benedenverdieping in 1830 als pub ingericht; de naam Wellington Inn dateert uit 1865. De bovenverdiepingen deden dienst als winkel van optische instrumenten en later visgereedschap.
In de late jaren 1970 werd het gebouw met 1,4 meter opgehoogd en verplaatst, teneinde plaats te ruimen voor het winkelcentrum Manchester Arndale, en heropend in 1981. Het Provisional Irish Republican Army pleegde op 15 juni 1996 een bomaanslag in het centrum van Manchester, waarbij 212 gewonden vielen en The Old Wellington Inn zware schade opliep. De reparatiewerkzaamheden, die circa £ 500.000 kostten, waren in februari 1997 voltooid. Echter was men toen bezig met de planning voor het creëren van Shambles Square, dus heeft men het hele gebouw in 1999 nogmaals circa 100 meter verschoven, tezamen met de belendende Sinclair’s Oyster Bar.